# Aloglutamol
Aloglutamol là một thuốc kháng axit, một hợp chất nhôm. Nó là muối của nhôm, axit gluconic và tris. Nó thường được dùng bằng đường uống với liều 0,5 đến 1 g. Tên độc quyền bao gồm Altris, Pyreses, Tasto và Sabro.